# Вилла Барбариго (Новента-Вичентина)
Вилла Барбариго —  аристократическая вилла, дворец в сельской местности, построенный в конце XVI века. Находится в коммуне Новента-Вичентина в провинции Виченца на севере Италии. Также имеет название Барбариго Лоредан Реццонико из-за различных брачных союзов между патрицианскими родами Венеции, владевшими домом.
В 1588 году, семья Барбариго поручила строительство в общем неизвестному архитектору из Вероны, который был знаком с работами Андреа Палладио. Здание впечатляет своей высотой и сложными украшениями в виде лоджий и портиков. Вилла примечательна фресками, выполненными Антонио Фолером, Антониосом Василакисом и Лукой Феррари из Реджо.
Сегодня вилла Барбариго используется как ратуша коммуны Новента-Вичентина.